# Kozō Rock
Der Kozō Rock (norwegisch Filungen) ist eine Felsformation an der Kronprinz-Olav-Küste im ostantarktischen Königin-Maud-Land. Er ragt zwischen den Narabi Rocks und dem Gobamme Rock auf.
Kartiert und fotografiert wurde er von Teilnehmern der von 1957 bis 1962 dauernden japanischen Antarktisexpedition, die ihn Kozō-iwa (japanisch 小象岩 ‚Kleiner-Elefant-Felsen‘) benannten. Das Advisory Committee on Antarctic Names übertrug die japanische Benennung 1968 ins Englische.